# 2013년 버락 오바마 대통령 취임식
버락 오바마의 두 번째 취임식은 제57대 취임식으로, 그의 두 번째이자 마지막 임기의 시작을 알렸고 조 바이든이 부통령으로 취임했다. 이는 현직 대통령이 재선에 성공하여 연속 두 번째 임기를 시작하는 가장 최근의 대통령 취임식이다. 2013년 1월 20일 일요일, 백악관 블루 룸에서 비공개 취임 선서식이 거행되었고, 이어서 2013년 1월 21일 월요일 워싱턴 D.C.의 미국 국회의사당 서쪽 전면에서 공개 취임식이 열렸다.
취임식의 주제인 "미국의 미래에 대한 믿음"은 에이브러햄 링컨의 노예 해방 선언 150주년과 1863년 국회의사당 돔 완성을 기념했다. 이 주제는 오바마 재선 캠페인의 마지막 달에 사용된 "전진(Forward)" 주제를 반영하여 미국의 인내와 단결을 강조했다. 2013년 1월 19일부터 21일까지 워싱턴 D.C.에서 열린 취임 행사에는 콘서트, 마틴 루터 킹 주니어 데이에 열린 국가 공동체 봉사의 날, 취임 선서식, 오찬 및 퍼레이드, 취임 무도회, 그리고 종교 간 취임 기도회가 포함되었다. 대법원장 존 G. 로버츠는 2013년 1월 20일과 21일 취임 선서식에서 오바마에게 대통령 선서를 집행했다.
오바마는 두 번째 취임 연설에서 "자유는 신이 주신 선물이지만, 지구상의 그의 백성에 의해 확보되어야 한다"고 선언했다. 그는 기후 변화에 대처하는 법률, 이민 개혁 및 총기 규제의 제정을 촉구했다. 오바마는 인권과 시민권(여기에 인종 소수자 권리, 여성의 권리, LGBT 권리 포함)에 더 많은 진전이 필요하다고 말했다. 그는 해외 민주주의 증진을 맹세하며 미국이 전 세계의 "가난한 자, 병든 자, 소외된 자, 편견의 희생자들에게 희망의 원천"이 되어야 한다고 말했다. 또한, 대통령은 기존 동맹을 굳건히 유지하고, 경제 회복과 전쟁 종식을 강조하며, "평화로운 세상에 그 어떤 나라보다 더 큰 이해관계를 가진 나라는 없다"고 말했다. 연설 중 오바마는 세네카 폴스 대회, 셀마 몽고메리 행진 및 스톤월 항쟁을 연결했다.
약 백만 명의 사람들이 취임식에 참석했으며, 전 세계적으로 수백만 명이 시청했다.

## 계획

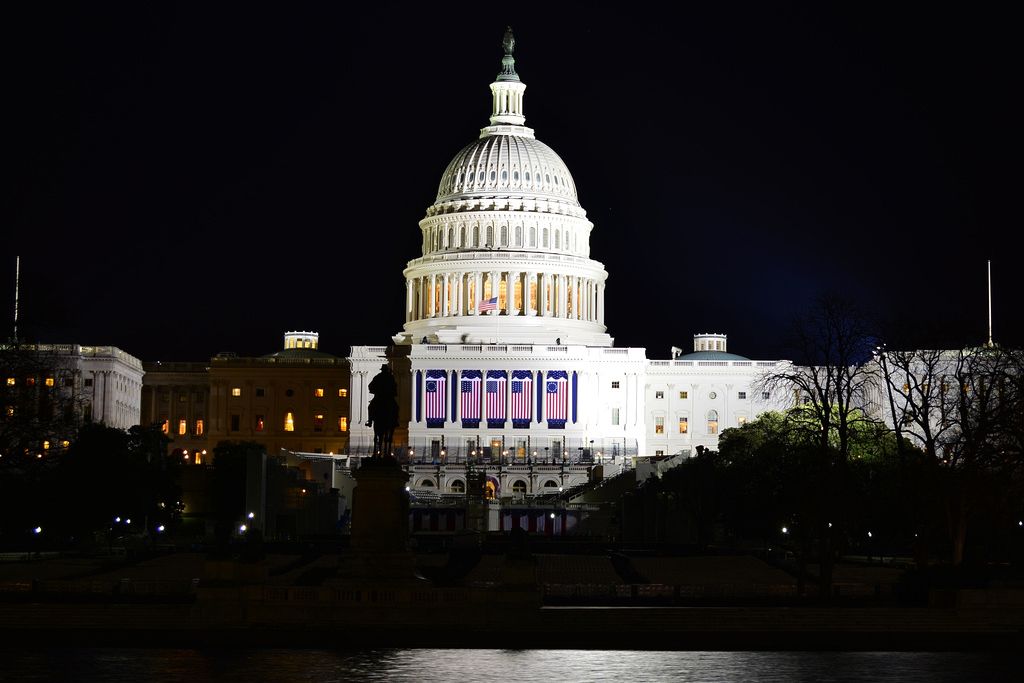
2013년 1월 19일, 공개 행사 이틀 전, 국회의사당의 취임식 준비가 완료된 모습

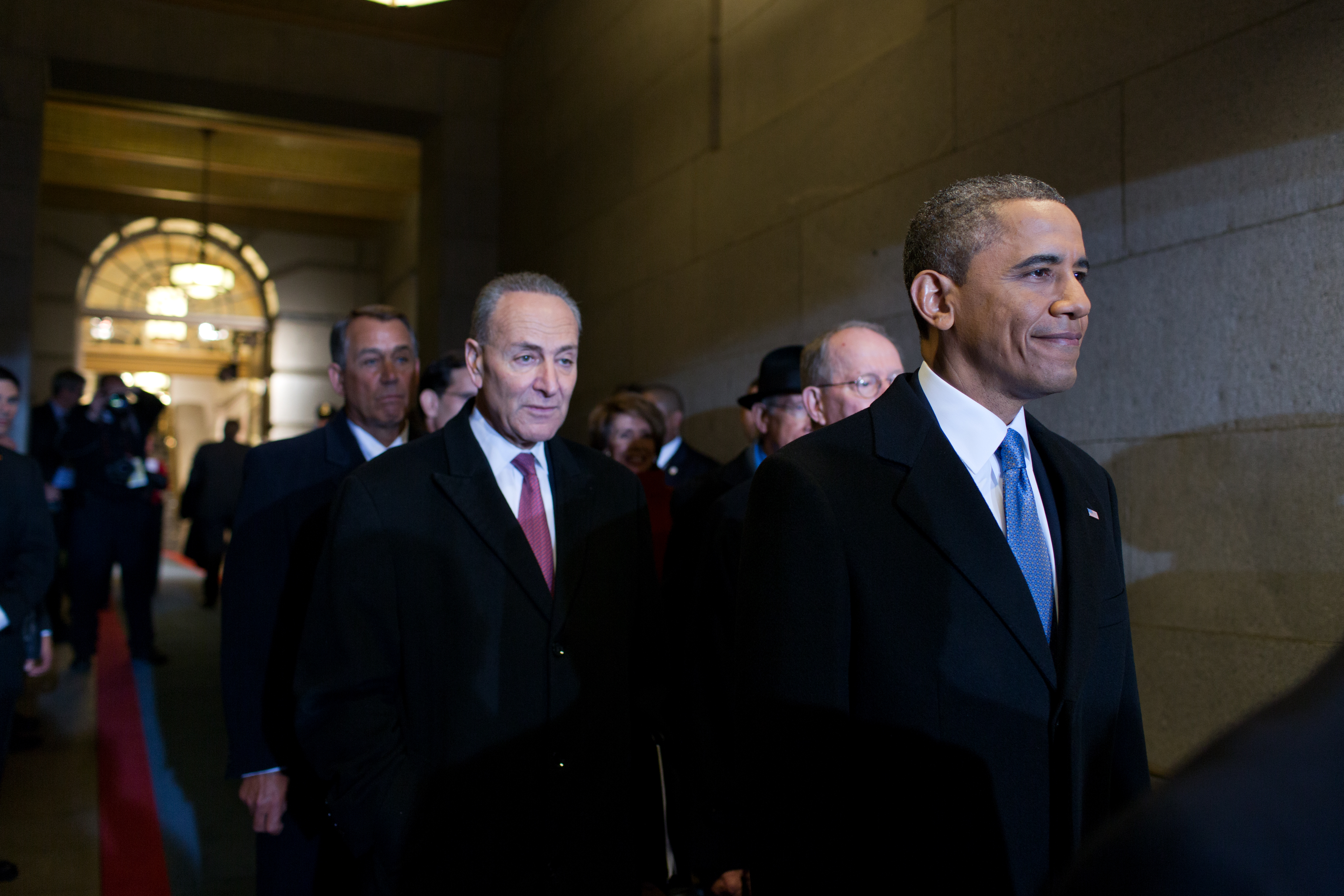
오바마 대통령이 두 번째 취임식에 도착하는 모습

취임식은 주로 두 위원회, 즉 합동 의회 취임식 위원회와 2013년 대통령 취임 위원회에 의해 계획되었다. 위원회는 2012년 9월 20일 취임식 연단 건설을 시작했다.

### 합동 의회 위원회
오바마 대통령과 바이든 부통령의 취임 선서식과 취임 오찬은 미국 상원의원 뉴욕의 찰스 슈머 (위원회 의장), 테네시의 러마 알렉산더, 네바다의 해리 리드, 그리고 미국 하원의원 오하이오의 존 베이너, 버지니아의 에릭 캔터 및 캘리포니아의 낸시 펠로시로 구성된 합동 의회 취임식 위원회에 의해 계획되었다. 이 위원회는 미국 상원 규정 및 행정 위원회의 감독을 받는다.
제57차 취임식에 대한 군사 지원은 Joint Task Force National Capital Region에 의해 조율되었으며, 음악 군사 부대, marching bands, color guards, 안내원, 발포대, 예포대를 제공했다.
2013년 1월 7일, Louie Giglio가 취임식 축복 기도를 맡도록 선정되었다. Giglio는 처음에는 수락했지만, 1990년대 중반에 "게이 권리 운동의 '공격적인 의제'와 싸울 것을 기독교인들에게 촉구"한 설교에 대한 논란으로 인해 철회했다. 백악관 근처 세인트 존스 교회의 Rev. Luis Leon 목사로의 교체는 1월 15일에 발표되었다.
민권 운동가 Medgar Evers의 미망인 Myrlie Evers-Williams가 기도를 했다.
2013년 1월 8일, 리처드 블랑코는 버락 오바마의 두 번째 취임식에서 다섯 번째로 취임 시인으로 지명되었다. 그는 최초의 이민자이자, 최초의 라틴계, 최초의 동성애자였으며, 당시에는 취임 시인 중 최연소였다.

### 대통령 취임 위원회
2013년 대통령 취임 위원회는 대통령과 부통령의 지시에 따라 콘서트, 퍼레이드, 무도회, 기도회 등 여러 취임 관련 행사를 조직했다. 위원회의 공동 위원장은 전 대통령 지미 카터, 조지 H. W. 부시, 빌 클린턴, 조지 W. 부시와 대사 Matthew Barzun, 에바 롱고리아, Jane Stetson, 프랭크 화이트였다. 다른 직책은 취임 퍼레이드를 감독한 짐 메시나, Stephanie Cutter, Jen O'Malley Dillon, Julianna Smoot, Rufus Gifford 및 Patrick Gaspard가 맡았다.

## 취임 전 행사

### 어린이 취임식: "우리의 아이들. 우리의 미래."

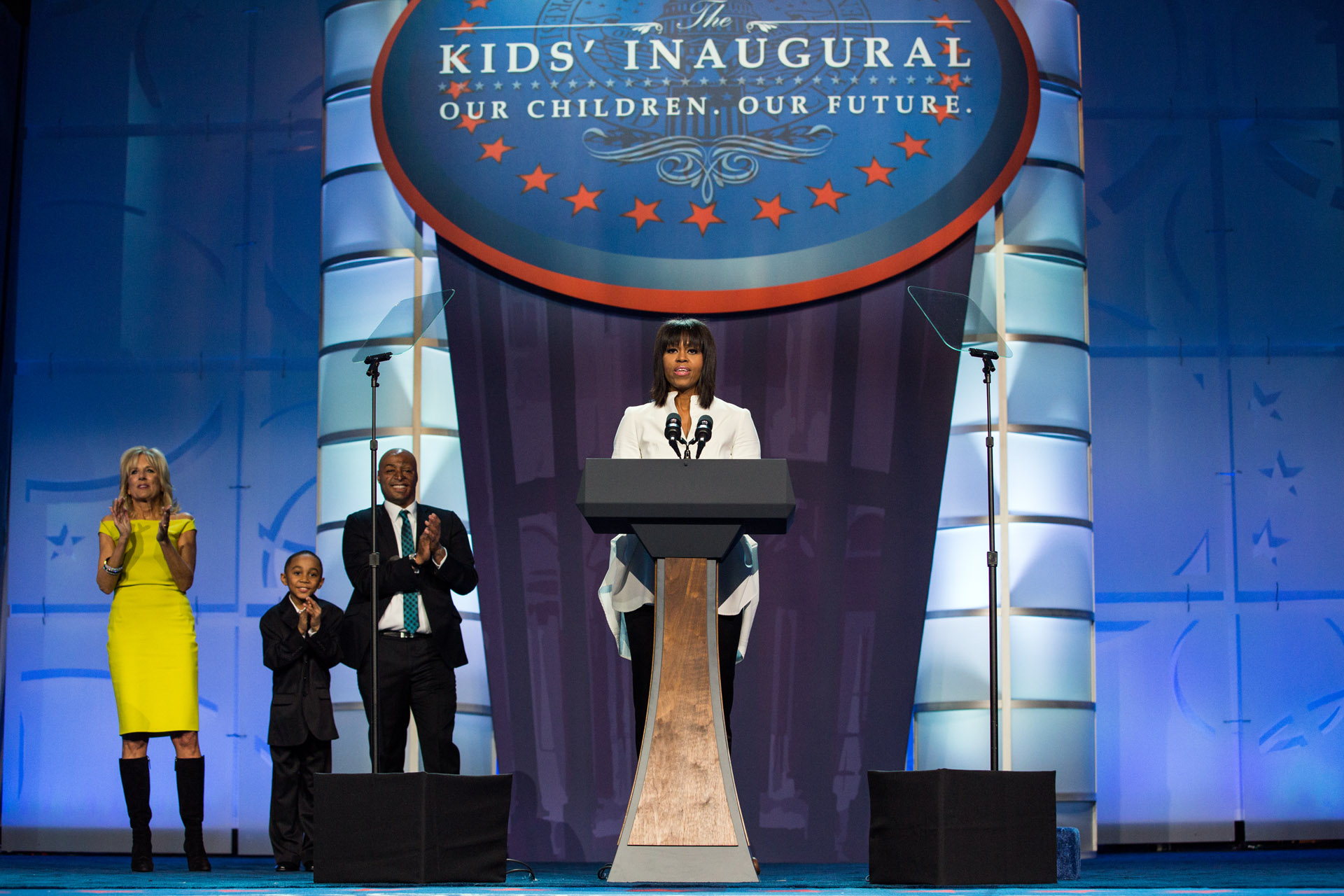
영부인 미셸 오바마가 월터 E. 워싱턴 컨벤션 센터에서 열린 어린이 취임 콘서트에서 연설하고 있다. 두 번째 영부인 질 바이든 (왼쪽)이 뒤에 서 있다.

2013년 1월 19일 저녁, 미셸 오바마와 질 바이든은 워싱턴 D.C.의 Washington Convention Center에서 "어린이 취임식: 우리의 아이들. 우리의 미래." 행사를 주최했다. 케이티 페리, 어셔, 글리 출연진이 콘서트를 통해 군인 가족들을 기렸다. 다른 유명인사로는 마인들레스 비헤이비어, 파 이스트 무브먼트, 그리고 행사의 사회를 맡은 닉 캐넌이 있었다. 그날의 봉사 주제에 맞춰 미셸 오바마는 아이들에게 노숙자 보호소에서 자원봉사를 하거나, 어르신들을 방문하거나, 미군 병사들에게 편지를 쓰는 등 공공 서비스에 참여할 것을 촉구했다.

## 취임식 행사

### 공식 취임 선서식
1937년 이래로 대통령과 부통령의 4년 임기는 미국 헌법 수정 제20조에 따라 1월 20일 정오에 시작하고 끝난다. 2013년 1월 20일이 일요일이었기 때문에, 오바마와 바이든 모두 비공개로 공식 취임 선서를 했고, 다음 날 공개 행사에서 다시 선서했다. 이것은 러더퍼드 B. 헤이스의 임기가 시작된 1877년 이래로 선서가 일요일 비공개 행사에서 공식적으로 집행된 다섯 번째 사례였다. 존 로버츠 대법원장은 1월 20일 백악관 블루 룸에서 대통령에게 취임 선서를 집행했다. 소니아 소토마요르 연방 대법관은 같은 날 부통령의 공식 관저인 Number One Observatory Circle에서 부통령에게 선서를 집행했다. 선서를 하는 동안 바이든은 1893년부터 그의 가족 소유였고 1973년 미국 상원에 입성한 이래로 모든 선서식에 사용했던 성경에 손을 얹었다. 오바마는 선서식에서 영부인 미셸 오바마 가족 소유의 성경을 사용했다.
이것은 윌리엄 킹이 1853년 쿠바 마탄사스에서, 해리 트루먼이 1945년 백악관에서 취임한 이후 역사상 세 번째로 부통령이 국회의사당 밖에서 취임한 경우였다.
1월 21일 정오에 미국 국회의사당에서 3.1마일 떨어진 로널드 레이건 워싱턴 내셔널 공항에서 열린 야외 행사의 기상 조건은 다음과 같았다: 40 °F (4 °C), 풍속 10 mph, 대체로 흐림.

### 공개 취임식: "미국의 미래에 대한 믿음"
공개 취임식은 2013년 1월 21일 미국 국회의사당 서쪽 정면에서 열렸다. 식전 행사는 미리 녹음된 음악 연주와 공립학교 22학년 5학년 합창단의 라이브 공연으로 시작되었으며, 이어서 "대통령의 소유" 미국 해병대 밴드가 연주했다. 합동 의회 취임식 위원회의 의장인 찰스 슈머 상원의원이 사회를 맡았다. 미 해군 콘서트 밴드의 수석 음악가이자 콘서트 사회자인 코트니 윌리엄스가 단상 아나운서로 활동했다.
Medgar Evers 암살된 민권 운동가 메드가 에버스의 미망인 Myrlie Evers-Williams가 기도를 했으며, 이어서 브루클린 태버내클 합창단이 "The Battle Hymn of the Republic"을 불렀다. 조 바이든 부통령은 연방 대법원 부판사 소니아 소토마요르에게서 선서를 받았다. 부통령으로서의 취임 선서를 마친 후, 바이든은 군인들이 연주하는 첫 번째 네 번의 ruffles and flourishes와 행진곡 "컬럼비아 만세"를 영예롭게 받았다. 이어서 제임스 테일러가 "America the Beautiful"을 불렀다.
"아름다운 미국" 공연이 끝난 후, 대법원장 존 로버츠가 취임 선서를 오바마 대통령에게 집행했다. 대통령으로서의 취임 선서를 마친 후, 오바마는 21발 예포와 군인들이 연주하는 첫 번째 네 번의 ruffles and flourishes와 행진곡 "헤일 투 더 치프"를 영예롭게 받았다. 경례 후, 오바마는 동부 시간 오전 11시 53분에 2,137단어 길이의 18.5분짜리 취임 연설을 군중들에게 전달했다. 이어서 가수 켈리 클락슨이 "My Country, 'Tis of Thee"를 불렀다. 그 다음 시인 리처드 블랑코가 취임 시를 낭독했고, Rev. Luis Leon 목사가 축복 기도를 했다. 마지막으로 가수 비욘세가 미국 국가인 "성조기여 영원하라"를 부르며 식을 마쳤다.

#### 취임 선서
1월 21일 미국 국회의사당에서 열린 공개 취임식에서 소니아 소토마요르 연방 대법관은 조 바이든 부통령에게 선서를 집행했고, 그 후 존 로버츠 대법원장은 바이든 부통령이 선서를 마친 몇 분 뒤 버락 오바마 대통령에게 대통령 선서를 집행했다. 공개 취임식에서 바이든 부통령은 바이든 가문의 성경을 사용하여 선서했고, 오바마 대통령은 에이브러햄 링컨과 마틴 루터 킹 주니어가 소유했던 두 권의 성경을 사용하여 선서했다. 오바마 대통령은 두 번째 임기를 위해 재선된 17번째 미국 대통령이 되었다.

#### 취임 연설
버락 오바마는 취임 선서를 한 후 취임 연설을 했다. 취임 연설은 2,137단어 길이였으며, 오바마 대통령은 오전 11시 53분부터 오후 12시 12분까지 18.5분 동안 연설했다. 워싱턴 포스트는 오바마의 두 번째 취임 연설이 "광범위한 수사법에 집중하고 정책적 세부 사항은 가벼운" 연설이었지만 광범위한 진보적 의제를 제시하며 동성애자 권리와 기후 변화 개혁을 지지하는 것으로 평가받았다. 오바마는 "전쟁보다는 외교에 초점을 맞추고 국내의 빈곤과 불의를 해결하는 데 집중"했지만, 미국의 과거와 미래를 광범위하게 다루면서 평범한 미국인들에게 "우리 시대의 논쟁을 형성"할 것을 촉구했다. 그는 미국에서 "자유는 행운의 소수를 위한 것이거나 행복은 소수를 위한 것"이라는 믿음을 거부하고 "개인의 자유를 보존하는 것은 궁극적으로 집단적인 행동을 필요로 한다"고 주장하며 "이제 결정이 우리에게 달려 있으며, 우리는 지체할 여유가 없다. 우리는 절대주의를 원칙으로 오해하거나, 정치에 스펙터클을 대체하거나, 욕설을 합리적인 토론으로 취급해서는 안 된다. 우리는 행동해야 한다"고 말했다.
버락 오바마는 미국 헌법의 서문인 "우리 국민"이라는 첫 단어를 사용하여, 미국의 건국 진실과 현재 쓰라린 정치 시스템의 불화 및 기능 장애를 어떻게 조화시킬 수 있는지 제안했다. 그는 또한 미국의 독립 선언문을 언급하며, 삶, 자유 그리고 행복의 추구와 같은 우리의 양도할 수 없는 권리는 자명할지라도 결코 스스로 실행된 적은 없다고 말했다. 오바마는 다시 독립 선언문을 인용하며 청중에게 말했다: "우리를 특별하게 만드는 것, 우리를 미국으로 만드는 것은 2세기 이상 전에 선언된 사상에 대한 우리의 충성이다. 우리는 모든 사람이 평등하게 창조되었다는 이 진리를 자명하게 여긴다."
오바마는 이어서 "모든 인간은 평등하게 창조되었다"고 말하며, 미국 국민의 공통된 평등이 미국을 "세네카 폴스, 셀마, 스톤월을 통과하도록" 이끌었다고 했다. 이는 세네카 폴스 대회, 셀마 몽고메리 행진, 스톤월 항쟁을 여성 인권 운동, 미국의 흑인 민권 운동, 미국 내 LGBT 권리 운동의 중요한 순간으로 연결한 것이다.

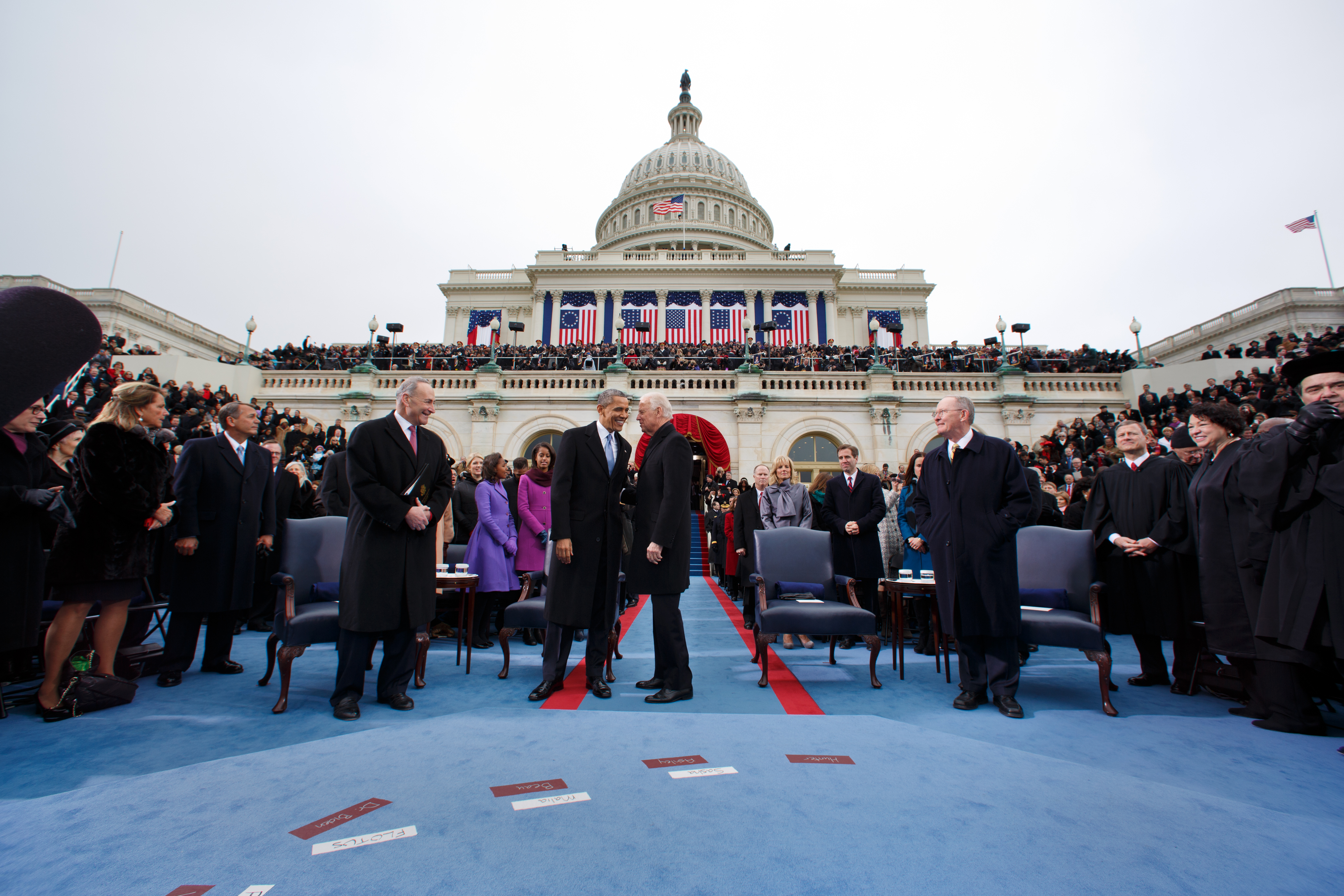
취임 선서식에서 오바마가 바이든과 대화하고 있다.

"자유가 정말로 평등하게 창조되었다면, 우리가 서로에게 맹세하는 사랑 또한 평등해야 한다"는 추가적인 말은 LGBT 권리에 대한 의지를 나타냈다. 이 말로 오바마는 취임 연설에서 성적 지향을 언급하는 데 '게이'라는 단어를 사용한 최초의 대통령이 되었다. 일부 분석가들은 그의 발언을 동성 결혼에 대한 오바마 대통령의 기존 지지 재확인으로 해석했다. 다른 이들은 오바마가 동성애자 및 레즈비언의 권리를 법원이 특별히 고려하는 다른 두 집단인 여성과 인종 소수자에게 연결했을 때, 대법원의 9명의 모든 대법관이 근처에 앉아 있었다는 점을 지적했다.
오바마 대통령은 또한 기후변화, 이민 개혁, 총기 규제에 대해 단호하게 말했으며, 이는 현 세대가 해결해야 할 중요한 문제라고 주장했다. "격렬한 화재와 심각한 가뭄, 그리고 더욱 강력한 폭풍의 파괴적인 영향을 피할 수 있는 사람은 아무도 없다"고 언급하며 오바마는 그의 행정부가 "기후 변화의 위협에 대응할 것이다. 그렇게 하지 못하면 우리의 아이들과 미래 세대를 배신하는 것이기 때문이다"라고 말했다. 그는 또한 미국이 이 분야에서 주도해야 한다고 주장했다: "지속 가능한 에너지원으로의 길은 길고 때로는 어려울 것이다. 그러나 미국은 이 전환을 거부할 수 없다. 우리는 이를 주도해야 한다. 우리는 새로운 일자리와 산업을 움직일 기술을 다른 나라에 양보할 수 없다. 우리는 그 약속을 주장해야 한다." "그것이 우리가 하나님께서 우리에게 맡겨주신 이 행성을 보존하는 방법이다."
오바마는 "진보는 정부의 역할에 대한 수백 년간의 논쟁을 영원히 해결하도록 강요하지 않지만, 우리 시대에는 우리가 행동하도록 요구한다"고 정부의 역할에 대해 언급했다. 그리고 그는 미국인들이 강력한 연방 정부에 대한 회의적인 시각을 포기한 적이 없지만, 정부가 모든 문제를 해결할 수 있다고 믿은 적도 없다고 덧붙였다. 급변하는 세상을 위해 미국을 준비시키기 위해 그는 미국의 정치 지도자들이 공동의 목표를 위해 행동할 필요성을 강조했다. 대통령은 "이제 결정이 우리에게 달려 있으며, 우리는 지체할 여유가 없다"고 주장했다. 오바마는 또한 자신과 공화당이 통제하는 하원, 그리고 민주당이 다수를 차지했지만 필리버스터에 막힐 수 있는 상원 간의 당파적 싸움에 대해 간접적으로 언급하는 듯했다. 삶, 자유 그리고 행복의 추구와 같은 양도할 수 없는 권리에 대해 오바마는 당파적 싸움의 맥락에서 "[우리의] 건국 문서에 충실하다는 것이 삶의 모든 측면에 대해 동의해야 한다는 것을 의미하지는 않는다. 또한 우리 모두가 자유를 정확히 같은 방식으로 정의하거나 행복을 향한 정확히 같은 길을 따라야 한다는 것을 의미하지도 않는다"고 선언했다. 오바마는 정치적으로 교착 상태에 빠진 수도와 — 암묵적으로 2012년 미국 대선 동안 그의 생각과 싸웠던 공화당원들 —가 중요한 시기에 너무 느리게 움직이고 있다고 말했다. 오바마는 "우리는 절대주의를 원칙으로 오해하거나, 정치에 스펙터클을 대체하거나, 욕설을 합리적인 토론으로 취급해서는 안 된다"며 "우리의 일이 불완전하다는 것을 알면서도 행동해야 한다"고 말했다. 오바마는 "오늘 내가 여러분 앞에서 맹세한 선서는 이 국회의사당에서 봉사하는 다른 이들이 낭독한 선서와 마찬가지로 당이나 파벌이 아닌 신과 국가에 대한 선서였으며, 우리는 봉사 기간 내내 그 서약을 충실히 이행해야 한다"고 덧붙였다.
대통령은 또한 미국의 부의 불균형 문제에 대해 언급하며, 미국이 "소수의 축소는 잘 지내고, 다수의 성장은 겨우 살아남을 때 성공할 수 없다"고 말했다. "우리는 가장 비참한 빈곤 속에서 태어난 어린 소녀가 다른 누구와도 같은 성공 기회를 가질 때 우리의 신념에 충실하다. 왜냐하면 그녀는 미국인이고, 자유로우며, 신의 눈뿐만 아니라 우리 자신의 눈에도 평등하기 때문이다"라고 그는 선언했다. 오바마는 미국의 건강 관리 비용과 미국의 적자를 줄일 필요성에 대해 이야기했지만, 미국이 "이 나라를 건설한 세대를 보살피는 것과 미래를 건설할 세대에 투자하는 것" 중 하나를 선택해야 한다는 주장은 반박했다. 오바마는 "우리가 서로에게 약속하는 것들, 즉 메디케어와 메디케이드 그리고 사회 보장을 통해 이루어지는 약속들은 우리의 주도권을 약화시키지 않는다. 오히려 우리를 강화시킨다"며 "그것들은 우리를 수혜자의 나라로 만들지 않고, 이 나라를 위대하게 만드는 위험을 감수하도록 자유롭게 한다"고 말했다.
오바마는 미군 장병들의 용기와 힘을 칭찬하면서도 "영원한 안보와 지속적인 평화는 영구적인 전쟁을 요구하지 않는다"고 강조했다. 이 발언은 취임 연설의 외교 정책 부분에서 나왔는데, 오바마는 군사적 강철로 뒷받침되는 외교적 참여를 약속했지만, 이란과 같은 특정 위기에는 깊이 들어가지 않았다. "우리는 우리가 직면한 위험에 대해 순진하지 않지만, 다른 나라들과의 차이를 평화롭게 해결하려고 노력하는 용기를 보여줄 것이다. 왜냐하면 참여가 의심과 두려움을 더욱 영구적으로 해소할 수 있기 때문이다." 그는 또한 미국이 "가난한 자, 병든 자, 소외된 자, 편견의 희생자들에게 희망의 원천이 되어야 하며..." "인간 존엄과 정의"를 지지해야 한다고 선언했다. 버락 오바마는 강력한 미군 사용을 선호하는 이들에게 과거 대통령들의 정책을 상기시키며 도전했다. 오바마는 "우리는 전쟁뿐만 아니라 평화를 이뤄낸 이들의 후손이며, 맹세한 적들을 가장 확실한 친구로 만들었고, 이러한 교훈을 이 시대에도 이어가야 한다"고 말했다. 오바마는 미국이 "강력한 동맹의 닻"으로 남을 것이며 전 세계의 민주주의를 지지할 것이라고 맹세했다.
취임 연설은 여러 지점에서 미국의 전 지도자들의 유명한 연설을 언급했다. 버락 오바마는 마틴 루터 킹의 I Have a Dream 연설을 인용하며 "우리는 혼자 걸을 수 없다"고 언급했다. 오바마는 또한 과거 대통령 취임식에 대한 몇 가지 언급을 했다. 그는 남북 전쟁 경험과 노예 역사를 에이브러햄 링컨이 사용했던 문구를 인용하며 언급했다: "채찍으로 흘린 피와 칼로 흘린 피를 통해 우리는 자유와 평등의 원칙 위에 세워진 어떤 연방도 반은 노예, 반은 자유로서는 존속할 수 없다는 것을 배웠다." 이는 에이브러햄 링컨의 두 번째 취임 연설에서 "채찍으로 흘린 모든 피 한 방울이 칼로 흘린 피로 갚아질 때까지"를 암시하는 것이었다. 존 F. 케네디의 취임 연설도 언급되었다. 오바마의 "이 세대의 미국인들은 우리의 결의를 다지고 우리의 회복력을 입증한 위기들에 의해 시험받았다"와 나중에 "전쟁의 불길로 단련된 용감한 군복 입은 남녀"라는 묘사는 케네디의 "이 세기에 태어나 전쟁으로 단련되고 힘들고 쓰디쓴 평화로 훈련된 새로운 세대의 미국인들"이라는 구절을 암시하는 것이었다. 오바마가 "우리가 직면한 위험에 대해 순진하지 않아서가 아니라, 참여가 의심과 두려움을 더욱 영구적으로 해소할 수 있기 때문"에 적들과 기꺼이 협상할 것이라고 주장한 것은 케네디의 "공손함은 약함의 징표가 아니다... 두려움 때문에 협상하지 말라. 그러나 협상하기를 두려워하지 말라"는 말과 비슷했다.
버락 오바마는 아프가니스탄과 이라크 전쟁, 그리고 2007년-2009년 미국 경기 침체를 언급하며 미국 상황을 다음과 같이 묘사했다: "이 세대의 미국인들은 우리의 결의를 다지고 우리의 회복력을 입증한 위기들에 의해 시험받았다. 10년간의 전쟁이 이제 끝나고 있다. 경제 회복이 시작되었다. 미국의 가능성은 무한하다." 오바마는 이어서 집단적인 행동 촉구를 덧붙였다: "내 동료 미국인 여러분, 우리는 이 순간을 위해 만들어졌고, 우리가 함께 한다면 우리는 이 순간을 잡을 것이다." "이제 결정이 우리에게 달려 있으며, 우리는 지체할 여유가 없다"고 언급하며 오바마는 약하고 가난하며 건강 관리가 부족한 이들을 보호할 필요성을 강조하고, 모든 인종과 동성애자 권리의 평등, 그리고 어린이들을 위한 총기 범죄로부터의 안전을 요구했다. 워싱턴 포스트의 Chris Cillizza는 이 맥락에서 오바마의 전반적인 취임 메시지가 "우리 모두가 함께하며, 궁극적으로 우리가 가장 낮은 이들을 어떻게 대하는지에 따라 판단될 것"이라고 말했다. Cillizza는 오바마 연설의 다섯 문장을 지적했는데, 여기에는 오바마의 두 번째 임기 의제뿐만 아니라 "그가 두 번째 임기가 무엇이 되기를 바랐고, 무엇을 의미하기를 바랐는지"가 담겨 있었다:
이제는 우리 세대가 개척자들이 시작한 일을 이어갈 때이다. 우리의 여정은 우리 아내, 어머니, 딸들이 노력에 상응하는 생활비를 벌 수 있을 때까지 끝나지 않는다. 우리의 여정은 성소수자 형제자매들이 법 아래에서 다른 누구와도 같이 대우받을 때까지 끝나지 않는다. 왜냐하면 우리가 진정으로 평등하게 창조되었다면, 우리가 서로에게 바치는 사랑 또한 평등해야 하기 때문이다. 우리의 여정은 어떤 시민도 투표권을 행사하기 위해 몇 시간 동안 기다리도록 강요받을 때까지 끝나지 않는다. 우리의 여정은 기회 땅으로 미국을 여전히 여기는 노력하고 희망찬 이민자들을 더 나은 방식으로 환영할 때까지, 그리고 총명한 젊은 학생들과 엔지니어들이 우리 나라에서 추방되지 않고 우리 노동력에 영입될 때까지 끝나지 않는다. 우리의 여정은 디트로이트 거리에서부터 애팔래치아 언덕, 뉴타운의 조용한 골목길에 이르기까지 우리 모든 아이들이 보살핌을 받고 소중히 여겨지며 해로부터 항상 안전하다는 것을 알 때까지 끝나지 않는다.

#### 취임 시

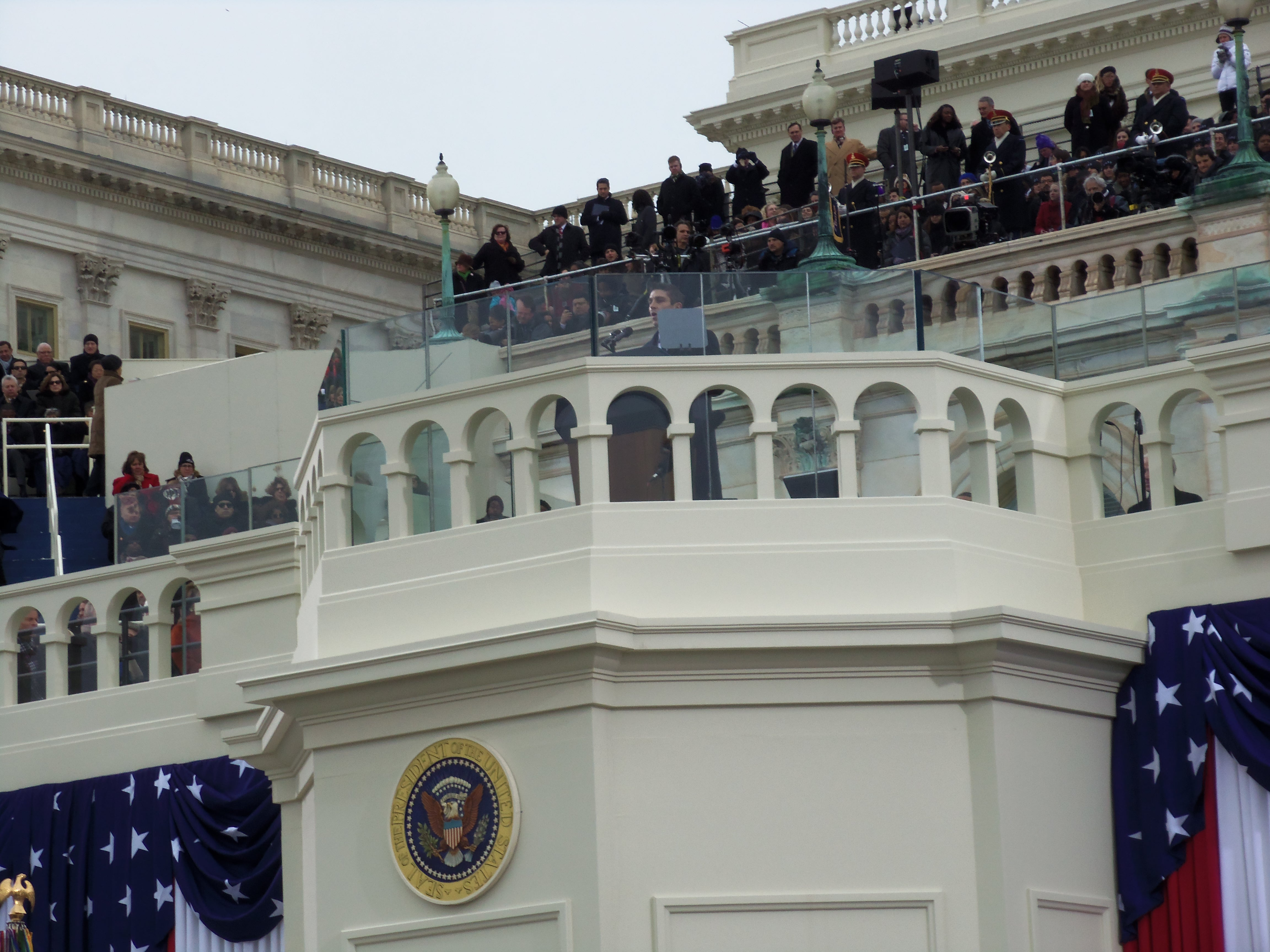
블랑코가 그의 시 One Today를 낭독하고 있다.

리처드 블랑코는 이 행사를 위해 자신이 쓴 시인 One Today를 낭독했다. 한 비평가는 이를 "나머지 오후가 가져온 엄숙한 의례적 관습에서 드문 벗어남"이라고 불렀고, 다른 비평가는 "최근의 비극적인 시기에 집단적 정체성을 재확인하고 방향을 제시하기 위한 예술... 격려를 위한 낙관적이고 신중한 작품, 위안"이라고 묘사했다.

### 취임 후 전통
취임 연설을 마친 오바마는 국회의사당 건물로 돌아섰다가 잠시 멈춰서 수십만 명의 성조기를 흔드는 미국인들로 가득 찬 내셔널 몰을 바라봤다. 그는 가까운 사람들에게 "한 번 더 보고 싶다. 다시는 이런 장면을 보지 못할 것"이라고 말했다. 얼마 후, 그는 국회의사당의 방명록에 서명했다.
그 후 미국 국회의사당의 대통령실에서 초당적 의회 지도부가 지켜보는 가운데, 오바마는 국무장관, 국방장관, 재무장관 및 CIA 국장 등 여러 내각 요직에 대한 지명 서류에 서명했다.

#### 의회 오찬
그 후 오찬에서 오바마는 의회의 일부 의원들과 손님들과 함께 국회의사당 National Statuary Hall에서 들소고기와 랍스터를 먹었다.
오찬에 사용될 물의 선택에 대해 약간의 논란이 있었다. 슈머 상원의원이 이 행사를 위해 새러토가 스프링 워터 컴퍼니의 탄산수를 추천한 것에 대해 DC Water의 사장 조지 S. 호킨스와 환경 운동가 아담 매콘, 커스틴 우르퀴자로부터 비판이 제기되었다. 궁극적으로 이러한 이의 제기는 받아들여졌고, 슈머는 나중에 호킨스에게 손님들이 요청할 경우 정수된 물은 DC 워터에서 공급될 것이라고 통보했다.
오찬 후, 오바마는 취임 퍼레이드에 참가하여 백악관으로 돌아왔다.

#### 취임 퍼레이드

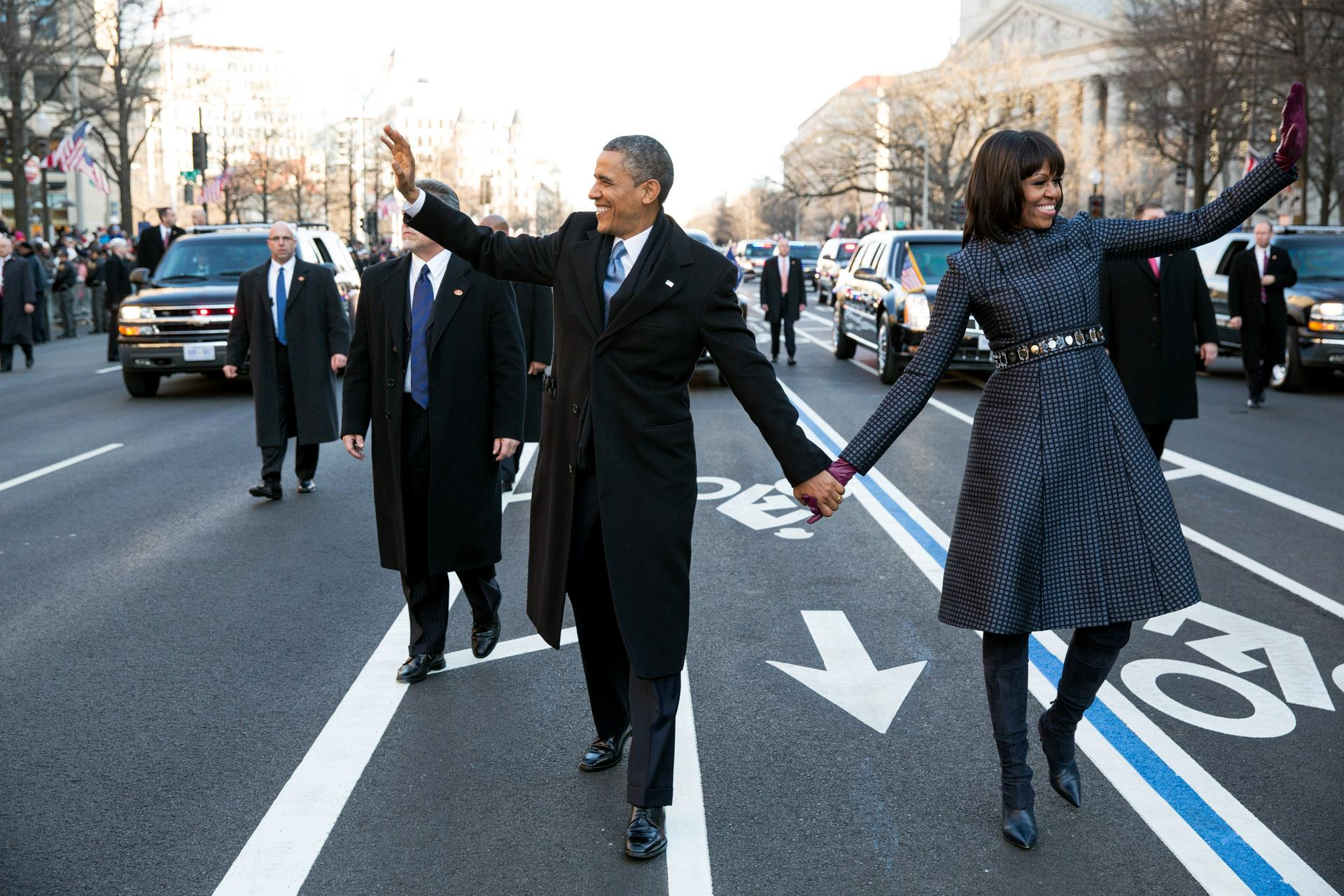
미국 국회의사당 건물에서 열린 공개 취임식 후 취임 퍼레이드에 참여한 오바마 대통령과 영부인 미셸 오바마.

취임 퍼레이드 경로는 펜실베이니아 애비뉴, N.W.를 따라 미국 국회의사당에서 시작하여 백악관 북쪽 면에서 끝났다. 퍼레이드의 대부분 동안 오바마 대통령과 미셸 오바마 영부인은 방탄 리무진을 타고 이동했다. 대통령과 영부인은 퍼레이드의 일부 구간에서 리무진에서 내려 펜실베이니아 애비뉴를 걸었다. 바이든 부통령과 그의 아내 질도 퍼레이드 코스를 걸었다.

#### 취임 무도회

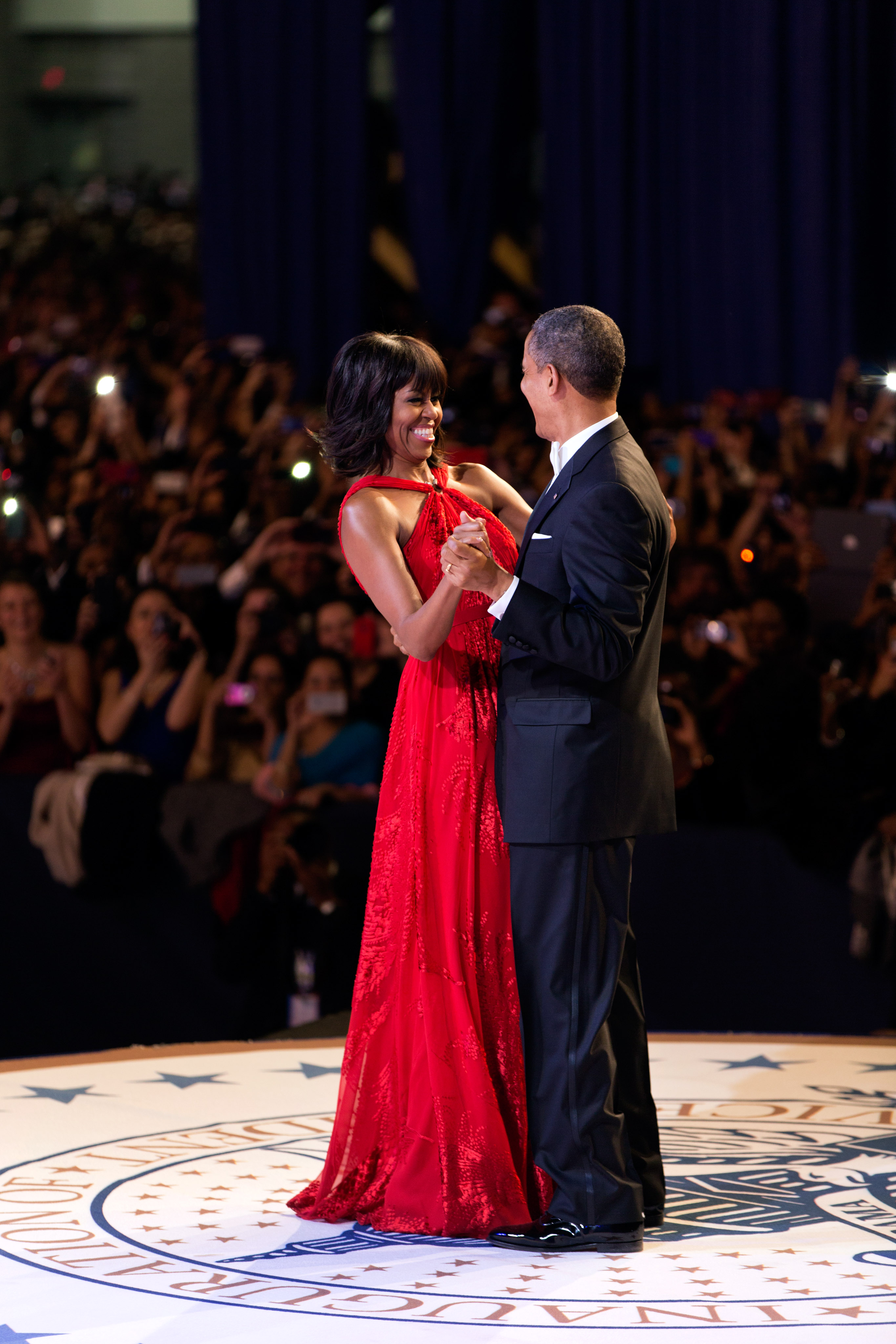
오바마 대통령과 영부인 미셸 오바마가 취임 무도회 중 한 곳에서 춤을 추고 있다.

오바마의 첫 취임식 때보다 공식 취임 무도회 수가 줄어든 가운데, 두 번째 취임식을 축하하기 위해 1월 21일 단 두 개의 공식 취임 무도회만 열렸다. 오바마 대통령과 미셸 오바마 영부인은 미군 장병들을 위한 총사령관 무도회(Commander-In-Chief's Ball)에 참석했으며, 모든 미국인을 위한 통합 축하 행사로 초대 전용 공개 갈라 행사인 취임 무도회(Inaugural Ball)에도 참석했다. 두 취임 무도회 모두 1월 21일 워싱턴 D.C.의 월터 E. 워싱턴 컨벤션 센터에서 열렸다. 제니퍼 허드슨은 총사령관 무도회와 취임 무도회 모두에서 오바마 부부가 알 그린의 "렛츠 스테이 투게더"에 맞춰 춤을 추는 동안 세레나데를 불렀다. 취임 무도회에서 공연할 예정이었던 다른 아티스트로는 어셔, 앨리샤 키스, Black Violin, 브래드 페이즐리, 파 이스트 무브먼트, 펀, 글리 출연진, 존 레전드, Maná, 스모키 로빈슨, 사운드가든, 스티비 원더가 있었다.
1월 22일, 백악관 보좌관 및 행정부 직원, 오바마 포 아메리카 캠페인 직원, 취임 위원회 직원들을 위한 비공개 스태프 전용 취임 무도회가 월터 E. 워싱턴 컨벤션 센터에서 열렸는데, 이는 2009년 취임식 때 대통령과 영부인이 직원들의 노고에 감사하기 위해 시작한 전통이다. 레이디 가가와 토니 베넷이 이들을 위한 공연을 제공했다.
오바마 대통령과 미셸 오바마 영부인은 2008년과 2012년 선거 운동에서 이어져 온 "불타올랐다, 갈 준비가 됐다"는 구호를 외치며 그룹을 이끌었다. 오바마 대통령은 보좌관들과 캠페인 직원들의 노고에 감사와 찬사를 표하며, 그들에게 "'여러분이 함께 일하고, 목소리를 합칠 때 여러분이 가진 엄청나고 놀라운 힘을 이해하는 한', '미국의 미래가 훌륭한 손에 달려 있다는 것을 알게 된다'"고 말했다.
직원 취임 무도회에서 오바마 대통령은 시카고의 2012년 오바마 캠페인 본부에서 쓰러져 사망한 29세의 캠페인 직원 알렉스 오크렌트에게도 경의를 표했다. 티켓 한 장당 10달러에 판매된 직원 취임 무도회 티켓 수익금은 오크렌트 추모 기금 지원에 사용되었다.

#### 국민 기도회

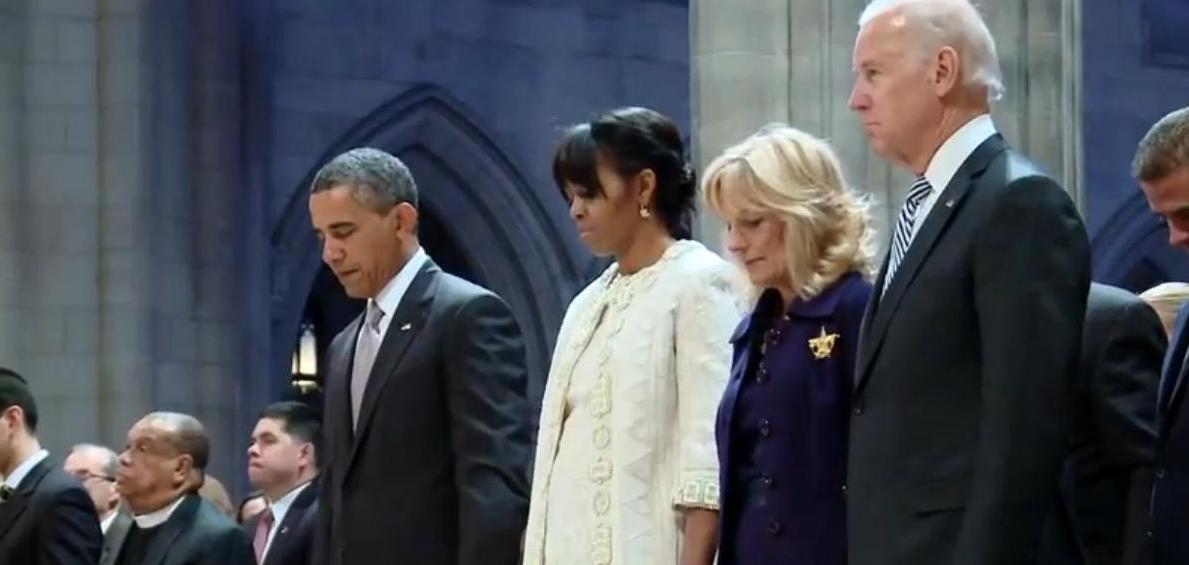
2013년 1월 22일 워싱턴 국립 대성당의 맨 앞줄에 앉아 있는 오바마 대통령과 바이든 부통령 부부

오바마 대통령, 영부인 미셸 오바마, 바이든 부통령과 그의 아내 질 바이든 박사는 2013년 1월 22일 워싱턴 국립 대성당에 모여 국민 기도회를 가졌다. 기도회에는 다양한 신앙을 가진 고위 인사들과 손님들이 참석하여 기도, 성경 낭독, 음악 공연이 진행되었다. 2009년 취임 기도회와 마찬가지로, 이번 종교 간 예배의 주제는 포괄성과 종교적 다양성을 반영했으며, 개신교 목사, 여성 랍비, 힌두교 및 이슬람 종교 지도자부터 가톨릭 및 성공회 주교에 이르기까지 다양한 구성으로 이루어졌다. 기도회에 초청된 연사로는 국립 아프리카계 미국인 성직자 네트워크, 북미 이슬람 사회의 종교 지도자들뿐만 아니라 성소수자 기독교인들을 위한 영적 안식처이자 예배 장소 역할을 했던 메트로폴리탄 공동체 교회(Metropolitan Community Churches)도 포함되었다.

## 취임 연설에 대한 반응
내셔널 몰의 청중으로부터 가장 큰 반응은 오바마가 여성에게 동등한 임금과 LGBTQ 사람들에게 동등한 대우를 지지하는 발언, 즉 "우리 아내, 어머니, 딸들이 노력에 상응하는 생활비를 벌 수 있을 때까지" 그리고 "성소수자 형제자매들이 법적으로 다른 사람들과 똑같이 대우받을 때까지" 미국 사회의 평등을 향한 여정은 미완성이라는 그의 발언과 일치했다. 휴먼 라이츠 캠페인(Human Rights Campaign)의 회장 채드 그리핀(Chad Griffin)은 오바마가 동성애 커플의 투쟁을 평등권 운동 전반과 연결하면서 "역사를 만들었다"고 말했다. 그리핀은 성명을 통해 "취임 연설에서 처음으로 LGBT 가족들의 삶을 조명함으로써, 오바마 대통령은 멕시코만에서 로키산맥에 이르는 LGBT 젊은이들에게 이 나라의 지도자들이 평등이 이 땅의 법이 될 때까지 그들을 위해 싸울 것이라는 분명한 메시지를 보냈다"고 말했다. 그러나 동성 결혼 합법화에 반대하는 캠페인을 주도해온 National Organization for Marriage의 회장 브라이언 브라운은 이를 반대했다. 브라운은 동성 커플이 "법적으로 이미 동등하게 대우받고 있다"고 말했다. 그는 성명을 통해 "그들은 다른 누구와도 같은 시민권을 가지고 있으며, 원하는 대로 살고 원하는 사람을 사랑할 권리가 있다"며 "그들이 가지고 있지 않은 것은 사회 전체의 결혼을 재정의할 권리"라고 말했다.
오바마의 두 번째 취임 연설은 광범위한 자유주의적 또는 진보적 의제를 제시하며 동성애자 권리와 기후 변화 개혁을 지지하는 것으로 평가받았다. 하버드 대학교 케네디 행정대학원의 공공 서비스 교수이자 공공 리더십 센터 소장인 David Gergen은 예를 들어, 이 연설을 "린든 존슨과 위대한 사회 이후 20세기 자유주의를 가장 강력하게 수용한 것"이라고 불렀다. 그리고 버지니아 대학교 밀러 센터의 역사 교수 브라이언 발로그는 오바마의 두 번째 취임 연설이 이전 취임 연설과 비교하여 중요했다고 덧붙였다. "미래의 역사가들은 이 연설을 오바마가 자신이 왜 진보주의자인지 설명한 순간으로 기록할 것이기 때문이다. 오바마가 요구한 프로그램들은 전형적인 자유주의적이었다: 사회 안전망 재확인, 여성에 대한 동등한 임금 등. 새로운 것은 없었다. 단지 오바마의 고전이었다. 이번에 달랐던 점은, 그리고 이 순간을 위해 만들어진 것은 (대통령 자신의 말을 비틀어 말하자면) 이러한 프로그램적 목표에 대한 진보적 논리를 명확히 표현한 것이다. '우리의 개인적 자유를 보존하는 것은 궁극적으로 집단적인 행동을 필요로 한다'고 오바마는 자랑스럽게 국가에 말했다." 워싱턴 포스트의 경제 정책 및 백악관 담당 기자 재커리 A. 골드파브는 오바마의 연설이 자유주의적이라는 주장을 반박했다. 그는 "오바마는 자유주의적 의제를 추진하지 않았다. 분명히 중요한 의제였지만, 중도적 견해 또는 최대한 중도 좌파적 견해를 반영한 것이었다. 이 의제가 자유주의적으로 보이는 것은 우리가 워싱턴에서 익숙한 자유주의-보수주의 대립과 비교해서만 그렇다... 오바마의 취임 연설이 자유주의적으로 들린 이유는 그가 정부의 역할에 대해 강력한 옹호를 제시했기 때문인데, 이는 빌 클린턴 대통령이 1996년에 '큰 정부 시대는 끝났다'고 선언한 이후 민주당 정치인들에게서 거의 들을 수 없었던 것이었다"고 썼다.
공화당 의회 지도자들은 오바마의 두 번째 취임 연설에 대해 절제되고 초당적인 반응을 보였으며, 당과 오바마 사이의 협력을 희망한다고 밝혔다. 하원 원내대표 에릭 캔터는 "의견이 다른 부분이 많지만, 근본적으로 우리가 동의하는 부분도 있다. 바로 이 나라가 기회의 나라라는 것"이라고 말했다. 그는 "모든 사람을 돕기 위해 우리가 그곳에 도달하는 방식"에 대해 당파적 차이가 있다고 덧붙였다. "바라건대, 우리는 그러한 차이를 좁힐 수 있을 것이다." 그러나 캔터는 오바마가 캔터가 자유주의적 의제라고 부른 것을 따른다면, 그 의제는 공화당과 대통령을 하나로 모으도록 고안되지 않았다고 경고했다. 상원 소수당 원내대표 미치 매코널은 서면 성명에서 4년마다 취임식 날 미국은 주요 정당들이 시민적인 태도와 상호 존중을 가지고 의견을 달리할 수 있음을 세계에 보여준다고 말했다. 매코널은 오바마의 연설이 연방 지출 및 부채 문제 해결을 위한 "새로운 시작"이었다고 썼다: "공화당은 이 공통의 목표를 달성하기 위해 대통령과 기꺼이 협력할 것이며, 분리된 정부가 그렇게 할 완벽한 기회를 제공한다고 굳게 믿는다. 함께라면 우리는 많은 것을 이룰 수 있다." 그는 또한 오바마의 연설을 "정말 좋은 연설이었다. 사람들은 오바마 대통령에 대해 많은 것을 비판할 수 있지만, 소통 능력은 아니다. 나는 그가 미국 국민에게 희망의 메시지, 행동의 메시지를 전달했다고 생각하며, 매우 마음에 들었다"고 칭찬했다.
다른 공화당원들은 오바마를 비판했다. 하원 예산 위원장 폴 라이언은 오바마가 연방 복지 프로그램에 대한 공화당의 입장을 잘못 전달했다고 말했다. "우리의 정당한 수혜 – 메디케어와 사회 보장 제도와 같이 당신이 급여세로 지불하는 수혜 –를 '수혜자' 범주에 넣는다고 제안하는 사람은 아무도 없다." 라이언은 오바마가 연설에서 공화당이 이러한 프로그램의 수혜자를 "수혜자"라고 언급했다고 시사함으로써 "말장난"을 했다고 주장했다. 실제로는 그 용어가 복지 및 기타 "비정당한" 수혜를 받는 사람들을 지칭한다고 그는 말했다. 오바마의 잦은 비판자였던 마이크 리 상원의원은 오바마가 국가를 통합하기보다는 미국 국민을 분열시키기로 선택했다고 의견을 표명했다. "이것은 문제 해결책을 찾으려는 지도자의 접근 방식이 아니라 정치적 싸움을 유발하려는 당파적 전술이다. 그의 향후 4년간의 비전은 명확하다: 깨진 시스템을 옹호하고, 재정 위기를 무시하며, 미래 세대를 더 깊은 빚에 몰아넣는 것이다." 존 매케인("화해적인 발언은 듣지 못했다")과 "워싱턴 기득권층의 전문가들"과 같은 다른 공화당원들도 오바마의 연설에 대해 불평했다. 워싱턴 포스트의 데이나 밀뱅크는 예를 들어, 오바마의 연설이 "시대에 남을 취임 연설이라기보다는 국정 연설의 초기 초고와 결합된 캠페인 연설의 잔재였다"고 썼다.
프린스턴 대학교 역사 및 공공 문제 교수 줄리안 젤리저는 이 연설을 "국가 정치의 논쟁적인 순간을 위한 강력한 웅변"이라고 불렀지만, 조지타운 대학교 교수 도나 브라질은 이를 "깊이 감동적이고 애국적인 연설"이자 "과거에서 현재, 미래로 우리를 이끌어내는, 건국 문서 원칙을 가장 효과적으로 사용한 지지 서사"라고 불렀다. 그녀는 이를 "국가와 자신의 가장 개인적인 가치, 가장 영적인 비전을 공유하는 대통령"이라고 묘사했다. 옥스퍼드 대학교의 역사학자 티머시 스탠리는 오바마가 "우리 모두를 하나로 모으는" 것과 비교하여 "2013년의 어렵고 당파적인 현실을 반영한 더 정책 구체적인 연설"을 했다고 썼다. 오바마의 동성애자 권리에 대한 도덕적 약속 – "우리가 진정으로 평등하게 창조되었다면, 우리가 서로에게 바치는 사랑 또한 평등해야 한다"는 말로 표현된 –은 "논란이 많았지만 감탄할 만큼 용기 있는" 것이었다. 힐러리 클린턴의 전 선임 고문이었던 마리아 카르도나에게는 "오바마의 메시지는 여전히 희망과 변화에 대한 것이다... 그는 지지자들에게 계속해서 그들을 위해 싸울 것이라는 희망을 주었다. 그는 모든 미국인에게 이 나라가 더 나은 방향으로 계속 변화할 것이라는 확신을 주었다."
뉴스위크와 더 데일리 비스트의 선임 정치 칼럼니스트 John Avlon은 오바마가 "다양성과 기회의 결합이 각 새로운 세대에게 아메리칸 드림을 가능하게 한다고 주장하며, 미국 예외주의와 같은 정치화된 개념을 보수적인 맥락에서 되찾으려 한 대담한 연설"을 했다고 칭찬했다. 그러나 애블론은 또한 오바마를 비판하며 "연설의 범위가 넓고 국정 연설에 더 적합한 정책 언급들로 점철되어 있었다. 하나의 개념에 집중되어 있지 않았고, 적어도 처음 들었을 때 연설을 요약하는 하나의 명확한 구절도 없었다"고 썼다.
카터 대통령의 전 부수석 연설문 작성자 고든 스튜어트는 오바마의 "훌륭한" 두 번째 취임 연설이 첫 번째 취임 연설보다 훨씬 낫다고 썼다. 스튜어트는 오바마가 "차이를 나누는 것을 멈추고 선택하고 그것을 위해 싸울 준비가 된 지도자로 부상했다"고 칭찬했다. 스튜어트에 따르면 오바마의 지지자들과 반대자들 모두 오바마가 두 번째 임기에서 무엇을 할지에 대해 더 명확한 아이디어를 가지게 되었다. 전 CNN 프로듀서이자 특파원이었던 프리다 기티스는 오바마가 취임 연설의 거의 전부를 국내 문제에 할애한 것을 불평하며, 국제적 개입을 피하는 것은 미국의 선택지가 아니라고 말했다. 기티스에 따르면 오바마가 "미국에 대해 표현한 열망은 혼란스러운 우리 행성에 대해 그가 표현해야 할 열망"이었다. 그녀는 오바마가 "미국의 지도적 위치를 기억하고, 영감과 격려의 원천으로 미국을 바라보는 전 세계 사람들에게 더 많은 관심을 기울이기를" 희망한다고 밝혔다. 오바마가 연설 중 단 한 나라도 언급하지 않은 후, 디 이코노미스트는 오바마의 "두 번째 임기는 외교에 거의 중점을 두지 않을 것"이라고 결론 내렸다.
게르겐은 오바마가 에이브러햄 링컨의 게티즈버그 연설과 마틴 루터 킹의 "I Have a Dream" 연설의 전통에서 평등을 강조했다고 지적했다. 게르겐에 따르면 오바마의 연설은 "링컨과 킹을 기반으로 한 가장 확고한 시도였으며, 사실상 그의 연설은 그를 그들의 현대적 후계자로 만들었다." 2009년 오바마 대통령의 녹색 일자리 고문이었던 밴 존스(Van Jones)는 오바마의 연설이 로널드 레이건 대통령이 첫 취임 연설에서 "반정부 정치를 시작한" 이래 "현재까지 가장 좋은 반박을 제시했다"고 말했다. 레이건과 오바마를 비교하며 밴 존스는 다음과 같이 썼다: "정부가 문제라는 말 대신, 대통령은 우리 모두가 갑작스러운 불행의 희생자가 될 수 있음을 상기시켰다. 모든 사회 문제의 원인을 정부의 크기에 전가하는 대신, 대통령은 개인의 책임과 각 아이에게 성공할 기회를 주는 공동체의 역할을 인정했다." 밴 존스는 두 대통령 모두 취임 연설에서 미국 역사의 유명한 장소들을 언급했지만, 이 장소들에서 상당한 차이를 보였다고 지적했다. 레이건이 전투 장소를 선택한 반면, 오바마는 "스톤월을 셀마와 연결시켜 레즈비언, 게이, 양성애자 및 트랜스젠더의 권리가 시민권이라는 자신의 선언을 확고히 했다." FP 그룹(포린 폴리시 잡지 발행사)의 CEO 겸 편집장 데이비드 로트코프는 오바마가 동성애자 권리와 여성의 동등한 임금을 정당하게 요구했다고 썼다. 로트코프에 따르면 오바마의 말은 건국 아버지들이 상상했던 것보다 더 나은 미국을 스케치했다. 로트코프는 다음과 같이 썼다: "연설의 위대한 아름다움은 어떤 특정 문구에 있는 것이 아니라, 문제의 인물과 그가 이끄는 나라가 여러 면에서 건국자들이 상상했던 것보다 훨씬 뛰어났다는 점이었다. 그리고 우리의 자연스러운 경향이 우리의 기원을 미화하는 것임에도 불구하고, 이 미국은 그들이 우리에게 물려준 것보다 거의 모든 면에서 더 나았다."

## 같이 보기
- 버락 오바마 행정부
- 2009년 버락 오바마 대통령 취임식
- Timeline of the Barack Obama presidency (2013)
- 2012년 미국 대통령 선거
- 버락 오바마 2012년 대통령 선거 운동